# InterRegio
InterRegio, часто скорочений до IR — залізнична послуга, яка використовується в деяких європейських країнах. 
Потяги InterRegio — напівшвидкісні поїзди далекого прямування з більшою кількістю зупинок і зазвичай нижчими цінами, ніж висококласні поїзди далекого прямування, такі як InterCity.

## Данія
Система InterRegio також була представлена на залізницях Данії на початку 1990-х років і стала альтернативою послугам InterCity, не потребуючи бронювання місць. 
Однак, на відміну від інших країн, поїзди InterRegio в Данії курсують лише по п’ятницях і неділях, щоб підтримувати великий потік пасажирів, які подорожують у ці дні. 
Ці послуги InterRegio також мають менше зупинок, ніж послуги InterCity, що суперечить оригінальній концепції InterRegio — поїзди далекого прямування з більшою кількістю місцевих зупинок. 
Немає конкретних правил щодо складу цих поїздів, і для послуг InterRegio використовувався як старий, так і новий рухомий склад.

## Угорщина
Послугу InterRégió було запроваджено в Угорщині 12 грудня 2009 року. 
Потяги InterRégió курсують в основному на регіональних лініях: Шарбогард – Сексард — Бая та Кечкемет — Бая — Домбовавар. 
Рухомий склад виготовлено російським Метровагонмашем.

## Польща

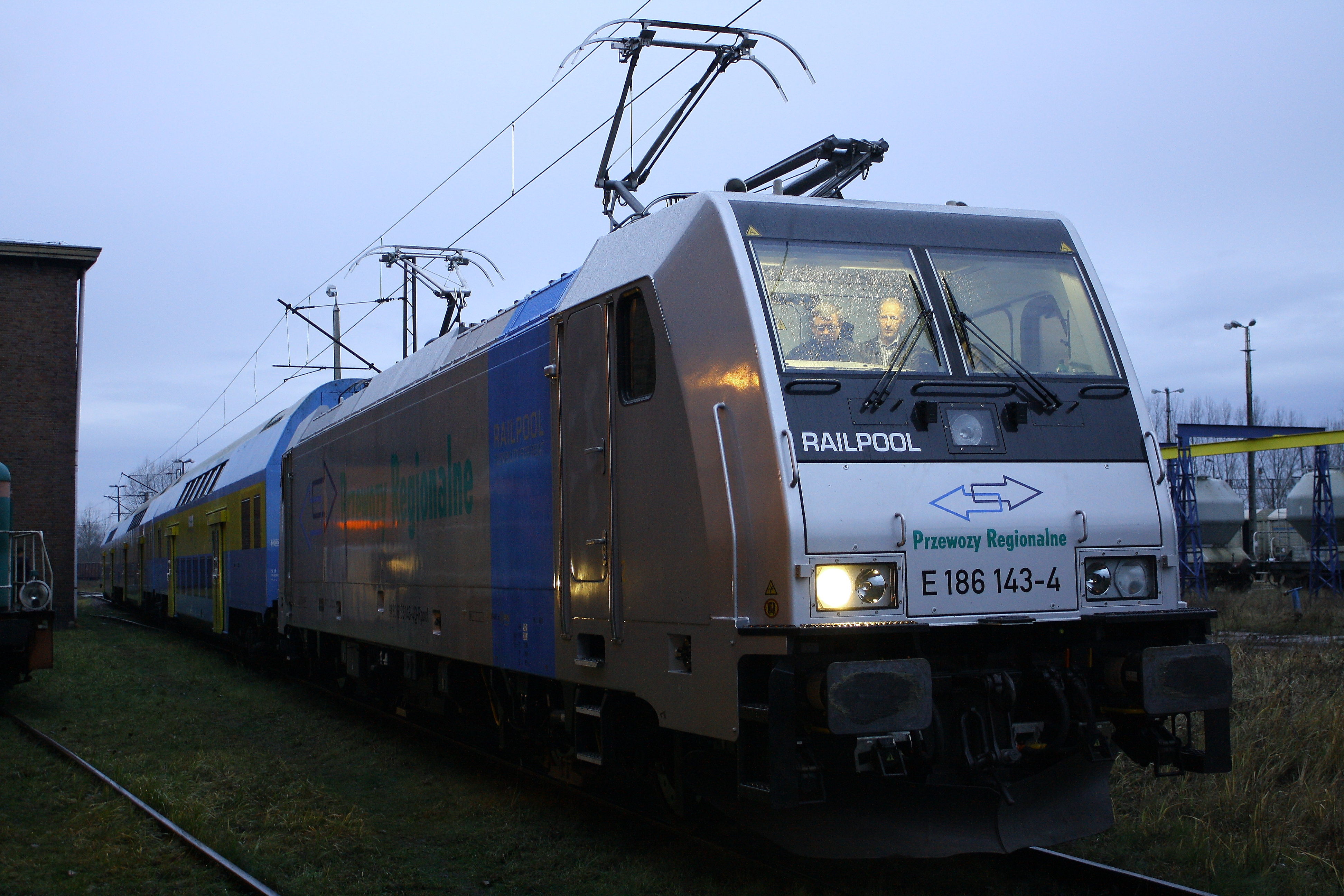
Локомотив Alstom Traxx з послугою InterRegio на маршруті Бидгощ — Варшава

У Польщі поїзди interREGIO були представлені Polregio навесні 2009 року, перший потяг IR, курсував маршрутом Білосток — Варшава. Вартість проїзду аналогічна швидкісним поїздам TLK компанії PKP Intercity.
Спочатку ці поїзди курсували переважно по п'ятницях і неділях за маршрутами: Вроцлав — Краків, Краків — Перемишль, Познань — Ольштин, Познань — Варшава та Бидгощ — Варшава. 
З червня 2009 року на маршрутах стало більше поїздів interREGIO; більшість із них доступні весь тиждень, деякі з них лише у вихідні. 
Було запроваджено більше маршрутів, деякі з яких створені спеціально для студентів, наприклад Кельце — Ченстохова — Вроцлав.
InterREGIO у Польщі здебільшого використовує старі електропотяги (зазвичай ED72, EN71 та EN57), проте на деяких маршрутах є новіші потяги (ED73 та ED59 між Варшавою та Лодзью, 14WE між Краковом та Варшавою). 
Деякі послуги ІР обслуговуються одно- та/або двоповерховими вагонами та локомотивами.
Станом на 1 січня 2009 року всі поїзди IR у Польщі призначені лише для другого класу, попри те, що правила PR містять тариф першого класу для поїздів interREGIO, а в експлуатації є вагони першого класу.
З 1 вересня 2015 року потяги IR курсують лише за маршрутами Лодзь – Варшава та Елк – Гродно (Білорусь), через економіку компанії та реструктуризацію.

Решту було вилучено або замінено експресами Twoje Linie Kolejowe.

## Португалія
Португальська національна залізнична компанія Comboios de Portugal (CP) експлуатує кілька міжрегіональних поїздів, які до 2001 року називали "прямими" або "напівпрямими". 
Ці поїзди курсують швидше, ніж регіональні поїзди, але повільніше, ніж міжміські, на лініях Порту — Регуа — Почіньо, Фігейра-да-Фош — Порту — Валенса, Порту — Коїмбра, Лісабон — Томар, Лісабон — Калдаш-да-Раїня та Калдаш-да-Раїня — Коїмбра. 
Міжрегіональне сполучення здійснюється CP Regional з використанням електропотягів CP Class 2240, орендованих в Іспанії дизельпотягів CP 592 та локомотивів CP 2600, а також вагонів Arco, придбаних Renfe у 2020 році та відремонтованих Comboios de Portugal.

## Швейцарія

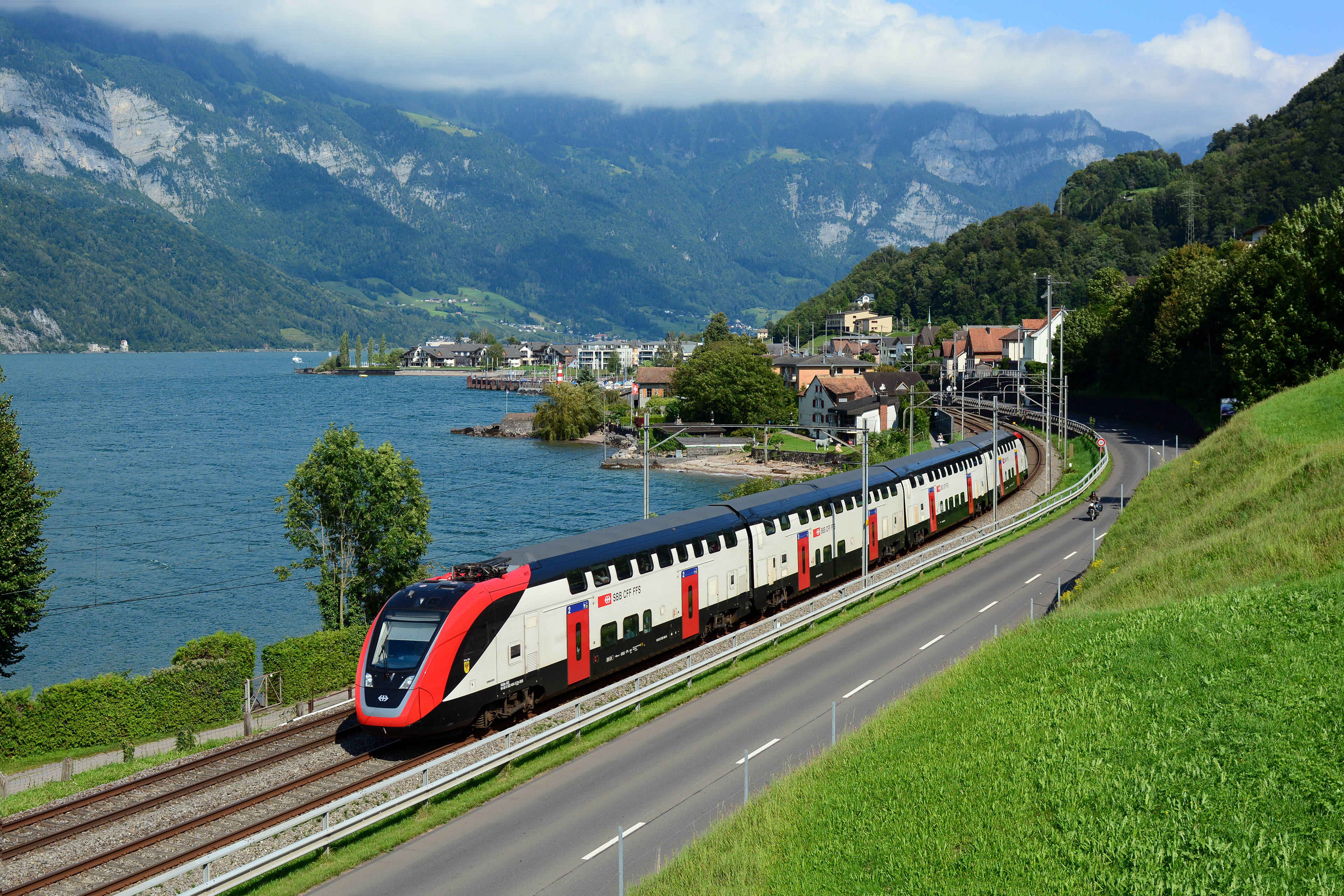
Потяг SBB RABe 502 InterRegio прямує повз Валензее

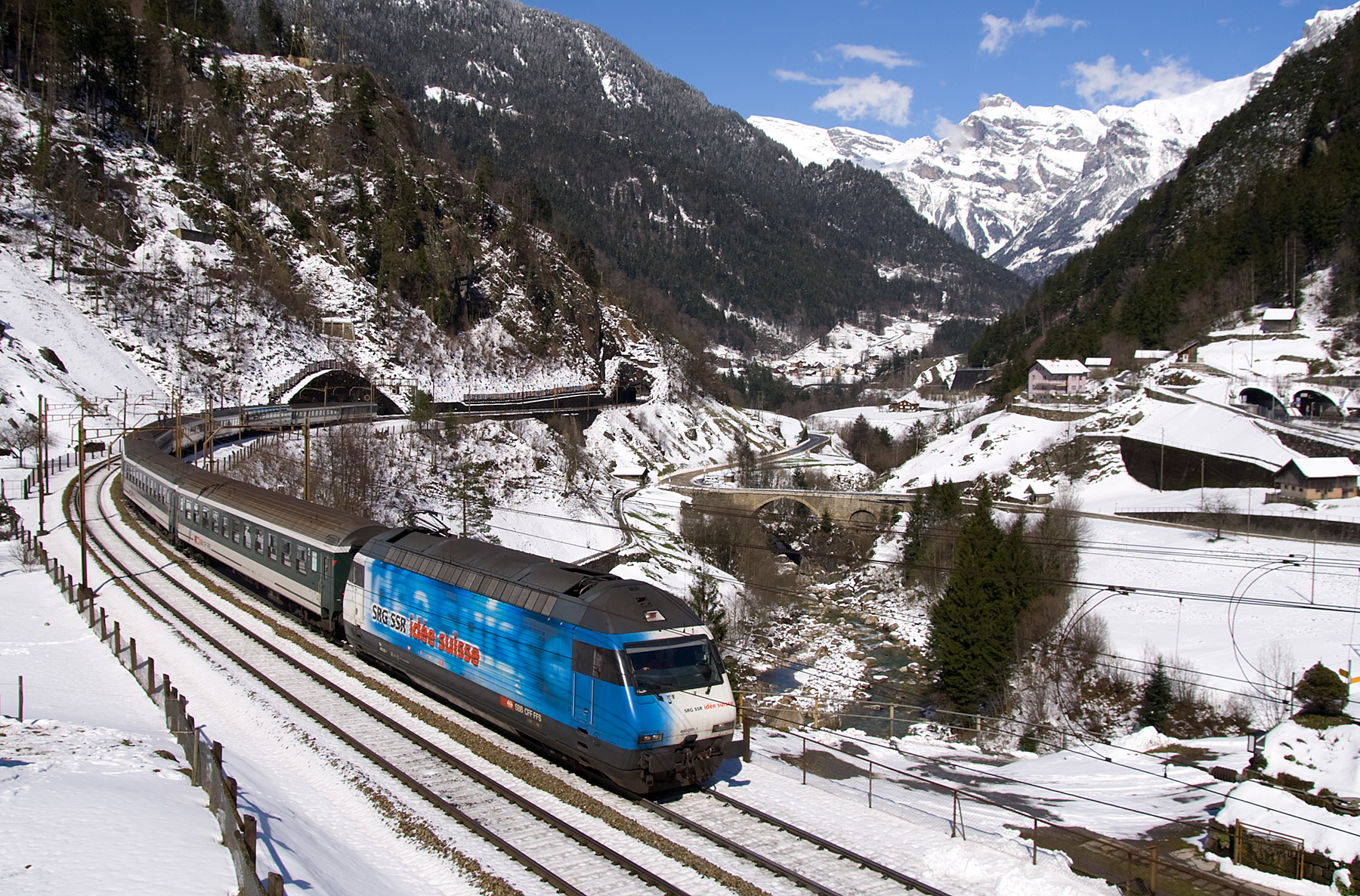
Поїзд InterRegio в Швейцарських Альпах

InterRegio у Швейцарії вперше було запроваджено в 1997 році. 
Вони замінили деякі зі швидких поїздів. 
Потяги InterRegio курсують між регіонами Швейцарії. 
Одна послуга поширюється на німецьке місто Констанц, через кордон.
Потяги InterRegio зараз дуже поширені у Швейцарії. 
З початку 2020-х років більшість ІR-сервісів пронумеровані, і кожен має окремий колір.
ICN курсує як поїзд InterCity (IC), але місцями з частотою зупинок так само, як і IR (маршрут Женева/Лозанна-Санкт-Галлен/Базель), а іноді як поїзди IC (Базель — К'яссо). 
Коли 28 травня 2000 року вперше запроваджено послуги ICN, ICN було розміщено як поїзд InterRegio. 
Станом на 2023 рік SBB RABe 511 або RABe 502 працюють як ІR-сервіси на кількох маршрутах, деякі маршрути обслуговуються SOB RABe 526, BLS RABe 528 тощо.

## Країни зі скасованими Interregio

### Бельгія
У Бельгії поїзди InterRegio (IR) працювали повільніше за швидкісні потяги IC і зазвичай зупинялись на більшій кількості станцій уздовж маршруту.
Їх маршрут, як правило, не такий довгий, як потягів IC, але все одно була довший, ніж місцеві поїзди. 
Більшість поїздів IR курсували з погодинною періодичністю, деякі — тільки раз на дві години (хоча в основному це стосується тільки поїздів вихідного дня). 
Усі поїзди в Бельгії мають однакову структуру витрат, тому проїзд на поїзді IR за тим самим маршрутом коштувало стільки ж, скільки на поїзді IC або місцеві поїзди. 
Єдина різниця полягала в кількості зупинок, на яких вони зупинялись. 
У грудні 2014 року "Interregio" було скасовано, лінії "Interregio" були або перетворені на міжміські або місцеві поїзди, або повністю скасовані.

### Німеччина

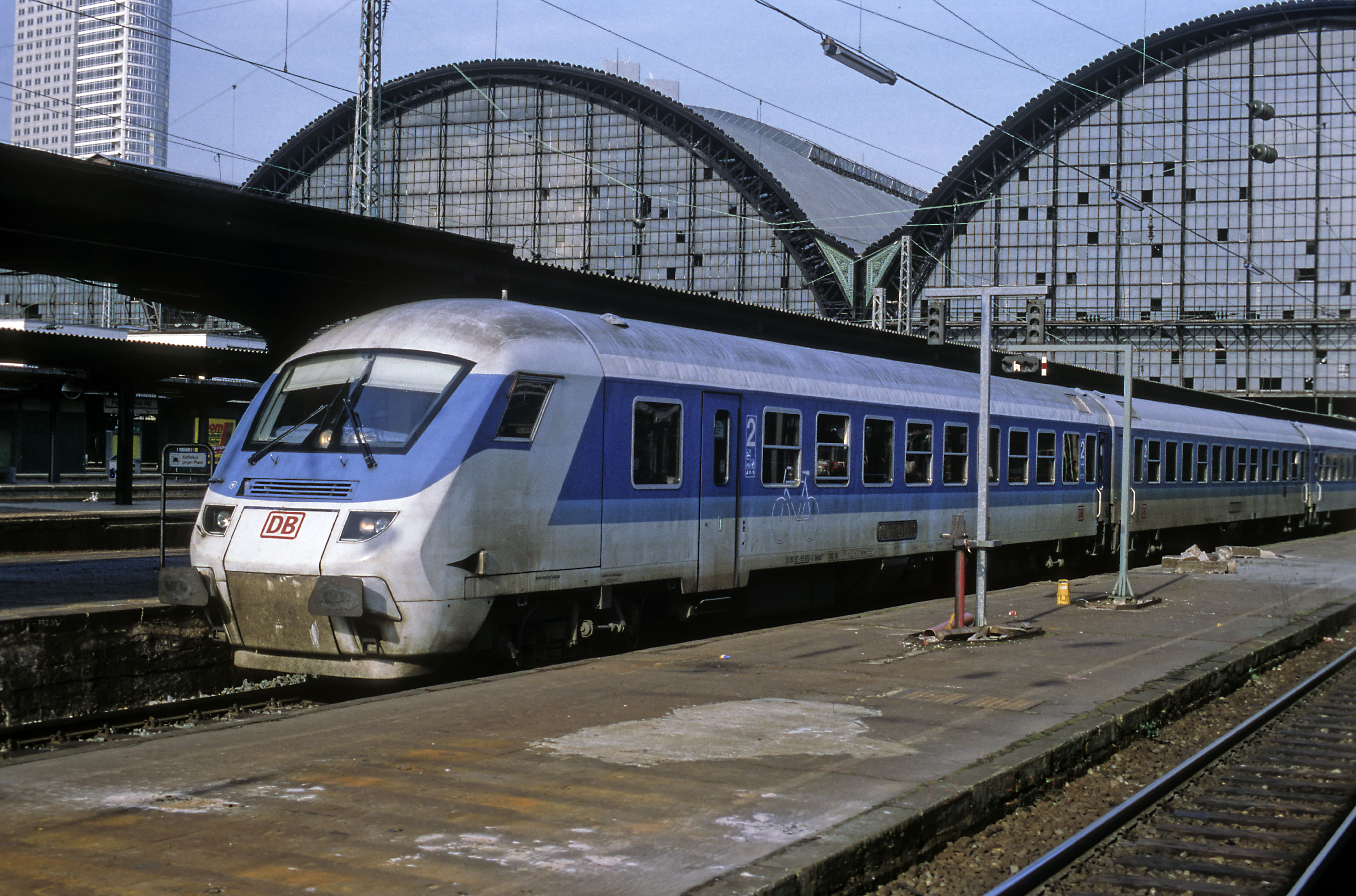
Колишній німецький InterRegio (1998)

Потяги Interregio також були поширеними в Німеччині в 1988-2003 рр. 
Вони курсували між регіонами Німеччини. 
Більшість ліній InterRegio були замінені на міжміські; деякі з них були замінені новоствореними лініями типу Interregio-Express (IRE). 
Однак лінії Interregio-Express технічно належать до категорії поїздів близького сполучення і, як правило, коротші. 
Потяги Interregio були дуже популярні, так як ними можна було користуватися без додаткової оплати.
DB поступово відмовилася від цієї концепції на користь більш дорогих поїздів InterCity (IC) або Intercity Express (ICE), причому кілька колишніх ліній IR також були розділені і переведені в регіональний клас.

### Італія
Італійська залізнична компанія Ferrovie dello Stato в 1993 році запровадила міжрегіональні поїзди, до складу яких входять експреси і деякі прямі поїзди, що відносяться до цієї категорії. 
У 2006 році від цієї назви було відмовились, і згодом поїзди почали курсувати або як CityExpress (CExp), або як регіональні поїзди (R/REG). 
З 2010 року колишні міжрегіональні поїзди отримали нову категорію treno regionale veloce (RV/RGV).

## Країни з запланованими послугами InterRegio

### Австрія
Австрійські федеральні залізниці (ÖBB) мають намір запровадити категорію InterRegio для міжміських перевезень на маршрутах, які зараз обслуговуються лише регіональними поїздами, і маршрутах, які зараз обслуговуються лише поїздами далекого сполучення. 
Впровадження послуги заплановано на грудень 2025 року.